# Francisco I của Navarra
Frantzisko I Febus của Navarra (tiếng Basque: Frantzisko Febus, tiếng Pháp: François Fébus, tiếng Occitan: Francés Fèbus, tiếng Tây Ban Nha: Francisco Febo; 4 tháng 12 năm 1467 – 7 tháng 1 năm 1483) là Vua của Navarre (1479–1483), Tử tước xứ Béarn, và Bá tước xứ Foix (1472). Ông là con trai của Gaston, Thân vương xứ Viana, và là cháu trai của Nữ vương Eleanor, người mà ông đã kế vị ngai vàng Navarra. Bà đề nghị ông liên minh với Vương quốc Pháp.
Việc kế vị của ông đã được đảng Agramon chấp thuận, trong khi đảng Beaumont ủng hộ Ferrando II của Aragón, người bắt đầu gây áp lực chính trị và quân sự lên Vương quốc Navarra trước cuộc xâm lược toàn diện vào năm 1512.
Trong thời gian trị vì ngắn ngủi của mình, Francis Phoebus được sự bảo vệ của mẹ ông, nhiếp chính Magdalena xứ Valois. Ông chết trẻ khi đang chơi nhạc cụ Pipe, được cho là bị đầu độc. Ông được chôn cất ở Lescar.